# Vitaliy Yurchik
Vitaly Sergeyevich Yurchik (en russe : Виталий Серге́евич Юрчик, né le 17 mai 1983 à Brest, en Biélorussie) est un joueur de water-polo russe, médaillé de bronze aux Jeux olympiques de 2004.
- CIO
- Olympedia